# Hiesse
Hiesse is een gemeente in het Franse departement Charente (regio Nouvelle-Aquitaine) en telt 254 inwoners (2004). De plaats maakt deel uit van het arrondissement Confolens.

## Geografie
De oppervlakte van Hiesse bedraagt 24,6 km², de bevolkingsdichtheid is 10,3 inwoners per km².
De onderstaande kaart toont de ligging van Hiesse met de belangrijkste infrastructuur en aangrenzende gemeenten.

## Demografie
Onderstaande figuur toont het verloop van het inwonertal (bron: INSEE-tellingen).